# Racks on Racks
"Racks on Racks" es una canción grabada por el trapero estadounidense Lil Pump. Perteneciente a su segundo álbum de estudio, Harverd Dropout. Fue producida por el colaborador frecuente Diablo.

## Lanzamiento
El 21 de octubre de 2018, Pump reveló la canción en Instagram al compartir un fragmento del video. Se lo vio mover la cabeza en el video mientras llevaba una cadena. El post fue subtitulado con "RACKS ON RACKS Estoy de vuelta en mi vieja mierda bitchhhhhh 500k comentarios, lo dejaré ahora". La canción muestra líricamente que Pump tiene mucho dinero. La canción fue estrenada por Zane Lowe en Beats 1, y se incluyó en el álbum debut de Pump Harverd Dropout. Uproxx comparó la canción con su sencillo de 2017 "Gucci Gang", notando su similitud de tener un "flujo entrecortado, staccato que primero lo convirtió en un nombre familiar".

## Video musical
El video musical de la canción, fue dirigido por BRTHR y se lanzó el 31 de enero de 2019. Presenta a Pump "jet ski stunting con monstruos camiones y aviones mientras se jactaba de su dinero y de sus mujeres", en un desierto que finalmente avanza a las escenas con "Animación inspirada en el metal retorcido" con Pump "conduciendo su camión monstruo a través de una masa colorida de restos en llamas". Consequence of Sound describió el video y dijo que "es como una muy mala película de acción de Hollywood, a excepción de que la única estrella que está es Lil Pump, que es ... bueno, decepcionante es una subestimación". Highsnobiety lo describió como "evocando a Mad Max" ambientado con una bomba vestida de Gucci que lo monta en un desierto, rodeado de vixens de video empuñando cañones de llamas y otras armas".